# 吉姆巴地斯达·巴西耳

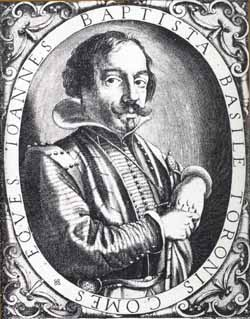
吉姆巴地斯达·巴西耳画像

吉姆巴地斯达·巴西耳（意大利语：Giambattista Basile；约1575年，坎帕尼亞朱利亞諾－1632年2月23日，坎帕尼亞朱利亞諾），意大利诗人、朝臣及童話搜集者。

## 生平
巴西耳出生於意大利那不勒斯的一個中产阶级家庭，担任过多位意大利王子的朝臣及雇佣兵。据贝奈戴托·克罗齐所述，巴西耳生於1575年，但也有观点认为确切的时间是1566年2月。在威尼斯时，巴西耳开始诗歌写作。后来他回到那不勒斯，在阿韋利諾王子的帮助下进入宫廷。
其最为人熟知的成就是他所著的那不勒斯童话集《五日谈》，该书在巴西耳死后由他姐姐阿德里安娜·巴西耳（Adriana Basile）以“Gian Alesio Abbatutis”的笔名分两卷在1634年和1636年於那不勒斯出版。这部作品一开始受到冷遇，但在格林兄弟对其高度赞扬后即被广泛关注。书中收录的许多故事都是现今所知的最古老版本。其中包括最古老版本的《长髮姑娘》和《灰姑娘》。